# 안도 준조
안도 준조(일본어: 安藤 順三, 1935년 6월 28일 ~ )는 일본의 전 프로 야구 선수이자 야구 지도자이다. 기후현 다지미시 출신이며 현역 시절 포지션은 포수였다.

## 인물
다지미 공업고등학교 시절에는 동기이자 에이스인 가지모토 다카오와 배터리를 구성하면서 3학년 때인 1953년에 전국 고등학교 야구 선수권 기후 대회에 승리하여 미에현·기후현 대회 결승에 진출했다. 하지만 쓰 고등학교(미에현)에게 완봉패를 당한 바람에 고시엔 대회 출전을 놓쳤다.
1954년 도에이 플라이어스에 입단, 1959년에는 야마모토 하치로의 3루수 전향에 의해서 주전 포수로 발탁돼 처음으로 규정 타석에 도달했다(25위, 타율 0.184). 야마모토는 1960년에 포수로 복귀했다가 1961년에는 1루수로 되돌아갔다. 그 후계자로서 다시 주전 포수로 발탁되는 등 1962년에 팀의 리그 우승에 기여했다. 같은 해 한신 타이거스와 맞붙은 일본 시리즈에서는 2차전에 선발 출전하여 포수 마스크를 착용했지만 일본 시리즈 MVP로 선정된 다네모 마사유키에게 주전 포수 자리를 양보하면서 별다른 활약은 없었다. 1961년부터 1963년까지 3년 연속 올스타전에 출전했다. 그러나 1965년에 백인천, 다네모 등의 성장이 있어서 출전 기회는 극히 적었고 1966년부터 코치 겸임으로 활약하다가 1970년을 끝으로 현역에서 은퇴했다.
그 후 도에이·닛폰햄에서 2군 배터리 코치(1971년, 1976년), 1군 배터리 코치(1975년), 2군 감독(1989년 ~ 1990년), 전력분석원 등을 역임했다.

## 에피소드
- 현역 시절 라이벌이었던 노무라 가쓰야와는 동기이며, 생일도 하루 차이다(노무라는 1935년 6월 29일생).
- 훗날 한큐 브레이브스의 좌완 에이스로 성장한 가지모토 다카오와는 중학교·고등학교 시절에 배터리를 구성했었다.[1] 가지모토와는 어릴 적 친구였으며 초등학생 무렵의 가지모토는 제 실력에 자신이 없었는데 안도는 이 무렵부터 프로를 의식하고 있었다.

## 상세 정보

### 출신 학교
- 기후 현립 다지미 공업고등학교

### 선수 경력
- 도에이 플라이어스(1954년 ~ 1970년)

### 개인 기록

#### 기록 달성 경력
- 통산 1000경기 출장: 1968년 7월 17일 ※역대 133번째

#### 기타
- 올스타전 출장 : 3회(1961년 ~ 1963년)

### 등번호
- 31(1954년 ~ 1970년)
- 71(1971년)
- 60(1975년)
- 72(1976년)
- 88(1989년 ~ 1990년)

### 연도별 타격 성적
| 연 도       | 소 속       | 경 기 | 타 석 | 타 수 | 득 점 | 안 타 | 2 루 타 | 3 루 타 | 홈 런 | 루 타 | 타 점 | 도 루 | 도 루 자 | 희 생 번 | 희 생 플 | 볼 넷 | 고 4 | 사 구 | 삼 진 | 병 살 타 | 타 율 | 출 루 율 | 장 타 율 | O P S |
| ----------- | ----------- | ----- | ----- | ----- | ----- | ----- | ------- | ------- | ----- | ----- | ----- | ----- | -------- | -------- | -------- | ----- | ---- | ----- | ----- | -------- | ----- | -------- | -------- | ----- |
| 1954년      | 도에이      | 25    | 26    | 25    | 0     | 7     | 0       | 1       | 0     | 9     | 0     | 0     | 0        | 0        | 0        | 1     | --   | 0     | 4     | 1        | .280  | .308     | .360     | .668  |
| 1955년      | 도에이      | 24    | 30    | 28    | 2     | 2     | 1       | 0       | 0     | 3     | 1     | 0     | 1        | 1        | 0        | 1     | 0    | 0     | 9     | 2        | .071  | .103     | .107     | .211  |
| 1956년      | 도에이      | 95    | 225   | 210   | 12    | 31    | 2       | 0       | 1     | 36    | 11    | 1     | 2        | 5        | 2        | 3     | 0    | 5     | 41    | 4        | .148  | .177     | .171     | .349  |
| 1957년      | 도에이      | 70    | 141   | 135   | 6     | 26    | 3       | 0       | 1     | 32    | 10    | 0     | 1        | 0        | 0        | 6     | 0    | 0     | 20    | 1        | .193  | .227     | .237     | .464  |
| 1958년      | 도에이      | 67    | 161   | 151   | 11    | 34    | 9       | 1       | 3     | 54    | 10    | 1     | 0        | 2        | 1        | 6     | 0    | 1     | 33    | 3        | .225  | .258     | .358     | .615  |
| 1959년      | 도에이      | 130   | 438   | 408   | 26    | 75    | 11      | 1       | 4     | 100   | 33    | 1     | 0        | 9        | 3        | 17    | 6    | 1     | 55    | 9        | .184  | .217     | .245     | .462  |
| 1960년      | 도에이      | 26    | 52    | 46    | 2     | 10    | 1       | 0       | 0     | 11    | 4     | 0     | 0        | 2        | 0        | 4     | 0    | 0     | 9     | 1        | .217  | .280     | .239     | .519  |
| 1961년      | 도에이      | 135   | 436   | 403   | 25    | 90    | 8       | 2       | 4     | 114   | 32    | 2     | 1        | 10       | 0        | 21    | 2    | 2     | 57    | 9        | .223  | .265     | .283     | .548  |
| 1962년      | 도에이      | 106   | 278   | 260   | 14    | 54    | 15      | 1       | 0     | 71    | 22    | 3     | 0        | 11       | 1        | 6     | 2    | 0     | 25    | 10       | .208  | .225     | .273     | .498  |
| 1963년      | 도에이      | 123   | 386   | 360   | 26    | 91    | 9       | 1       | 4     | 114   | 29    | 1     | 2        | 5        | 1        | 18    | 1    | 2     | 43    | 11       | .253  | .291     | .317     | .608  |
| 1964년      | 도에이      | 91    | 210   | 192   | 10    | 43    | 4       | 0       | 1     | 50    | 25    | 1     | 1        | 3        | 1        | 14    | 2    | 0     | 21    | 14       | .224  | .275     | .260     | .536  |
| 1965년      | 도에이      | 43    | 63    | 60    | 1     | 13    | 2       | 0       | 0     | 15    | 4     | 0     | 1        | 1        | 0        | 2     | 0    | 0     | 3     | 3        | .217  | .242     | .250     | .492  |
| 1966년      | 도에이      | 21    | 11    | 11    | 1     | 2     | 1       | 1       | 0     | 5     | 2     | 0     | 0        | 0        | 0        | 0     | 0    | 0     | 4     | 1        | .182  | .182     | .455     | .636  |
| 1967년      | 도에이      | 15    | 9     | 9     | 1     | 3     | 1       | 0       | 0     | 4     | 2     | 0     | 0        | 0        | 0        | 0     | 0    | 0     | 1     | 0        | .333  | .333     | .444     | .778  |
| 1968년      | 도에이      | 62    | 76    | 69    | 4     | 17    | 3       | 0       | 0     | 20    | 7     | 0     | 2        | 3        | 1        | 3     | 0    | 0     | 11    | 1        | .246  | .274     | .290     | .564  |
| 1969년      | 도에이      | 41    | 22    | 22    | 2     | 4     | 2       | 0       | 0     | 6     | 4     | 1     | 0        | 0        | 0        | 0     | 0    | 0     | 6     | 0        | .182  | .182     | .273     | .455  |
| 1970년      | 도에이      | 4     | 0     | 0     | 0     | 0     | 0       | 0       | 0     | 0     | 0     | 0     | 0        | 0        | 0        | 0     | 0    | 0     | 0     | 0        | ----  | ----     | ----     | ----  |
| 통산 : 17년 | 통산 : 17년 | 1078  | 2564  | 2389  | 143   | 502   | 72      | 8       | 18    | 644   | 196   | 11    | 11       | 52       | 10       | 102   | 13   | 11    | 342   | 70       | .210  | .245     | .270     | .514  |